# 陳盈連

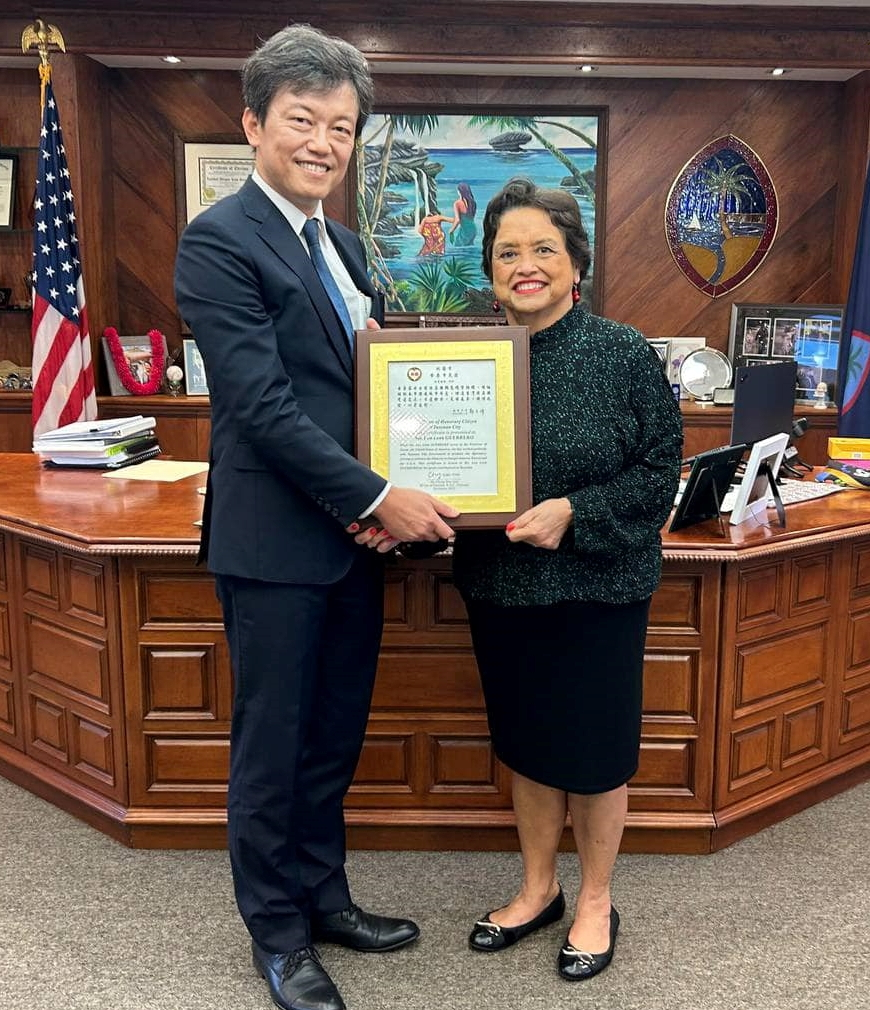
2022年12月，駐關島辦事處長陳盈連會見關島總督古蕾露，代表桃園市長鄭文燦頒贈榮譽市民證書。

陳盈連，中華民國外交官。畢業於國立政治大學外交學系學士／外交研究所碩士、南加州大學安納堡傳播新聞學院公眾外交研究所碩士。曾任外交部禮賓司科員、駐芝加哥臺北經濟文化辦事處二等秘書、外交部研究設計會綜合管制組／國家安全組長、駐洛杉磯臺北經濟文化辦事處副參事、外交部研究設計會／國際傳播司副參事回部辦事、外交部國會事務辦公室副執行長、駐關島臺北經濟文化辦事處總領事銜處長、駐斐濟臺北商務辦事處大使銜代表等職務。

## 職業生涯
中華民國外交部設立駐關島臺北經濟文化辦事處，但於2017年8月31日暫停運作。2020年7月3日，外交部宣布將恢復駐關島辦事處運作。7月28日，任命外交部國會事務辦公室副執行長陳盈連擔任處長。10月10日，舉行揭牌儀式與國慶酒會，由處長陳盈連、關島副總督譚里諾與議會議長穆緹娜共同主持，外交部長吳釗燮與關島總督古蕾露則透過預錄影片祝賀。
2021年4月，美國屬地北马里亚纳群岛總督托雷斯與中華民國交通部觀光局副局長林信任、北馬觀光局駐臺代表蔡璧如、駐關島辦事處長陳盈連等人舉行視訊會議。陳盈連除建請托雷斯考慮將「北馬觀光局駐臺機構」改為「北馬－臺灣辦事處」（CNMI Taiwan Office），並代表中華民國政府邀請托雷斯率團訪臺。對此，托雷斯均欣然答應。
2021年5月，駐關島辦事處長陳盈連獲得关岛大学國際經濟榮譽協會頒發證書，成為榮譽會員。是首位非該校成員，也是關島首位獲得此會員的外交官。
2021年9月，关岛议会通過第177-36號決議文，除祝賀中華民國國慶，表達對中華民國的支持，也支持臺灣以觀察員身分參與世界卫生组织（WHO）、國際民航組織（ICAO），以及联合国气候变化框架公约（UNFCCC）等聯合國體系。10月，議會議長泰拉耶將決議文交給駐關島辦事處長陳盈連，陳盈連亦致贈關島議會200個防疫包。
2024年7月，臺灣《鏡週刊》報導駐斐濟代表陳盈連花60萬公帑買88項用品，讓其住在洛杉矶的家人使用。對此，中華民國外交部回應，陳盈連使用公帑疑涉不法案，已移送法務部廉政署調查，其本人近期也將調回臺灣接受調查。此外，陳盈連也被指出2015年在洛杉磯置產，卻請領數百萬元房屋補助；2024年關島官邸清點財物，發現有95項物品遺失，陳盈連表示官邸遭遇颱風淹水導致財物損壞，但其實官邸根本沒有淹水。吹哨人稱2024年3月外交部已接獲檢舉，但至今沒有下文。

## 拯救流浪犬
2012年8月，駐洛杉磯辦事處秘書陳盈連於洽公時在405號州際公路發生車禍，車子全毀、脊椎受傷，在醫院進行多次手術。經過車禍事件後，除無法像往常般運動，也造成脊椎僵直的後遺症，於是對生命有另一層體會，「感覺生命實在短暫又不可預知，決定著手做想做的事情。」「流浪漢有不少團體、愛心人士協助，面對安乐死威脅的流浪狗卻少人關切。」「假如我們能愛動物，理當更能愛人。」於是決定在美國展開拯救流浪犬的行動，除義務擔任流浪犬中途之家義工，並收容多隻流浪犬。

## 外部連結
- 台灣宏觀電視. . YouTube. 2016年9月10日  [2022年2月11日]. （原始内容存档于2022年2月11日）.
- 陳盈連. . 公務出國報告資訊網. 2018年10月30日.
- 林佳蕙. . 鏡週刊. 2021年11月5日  [2022年2月11日]. （原始内容存档于2022年2月11日）.